# Саут Гринсберг (Пенсилванија)
Саут Гринсберг (енгл. South Greensburg) град је у америчкој савезној држави Пенсилванија.

## Демографија
По попису из 2010. године број становника је 2.117, што је 163 (-7,1%) становника мање него 2000. године.
| Група             | 2000.         | 2010.         |
| Белци             | 2.236 (98,1%) | 2.048 (96,7%) |
| Афроамериканци    | 15 (0,7%)     | 18 (0,9%)     |
| Азијати           | 2 (0,1%)      | 11 (0,5%)     |
| Хиспаноамериканци | 12 (0,5%)     | 19 (0,9%)     |
| Укупно            | 2.280         | 2.117         |